# Blackstone (Virginie)
Pour les articles homonymes, voir Blackstone.
Blackstone est une municipalité américaine située dans le comté de Nottoway en Virginie. Lors du recensement de 2010, sa population est de 3 621 habitants.

## Géographie
Selon le Bureau du recensement des États-Unis, la municipalité s'étend sur 4,51 milles carrés (11,68 km2) dont 0,02 mille carré (0,05 km2) d'étendues d'eau.

## Histoire

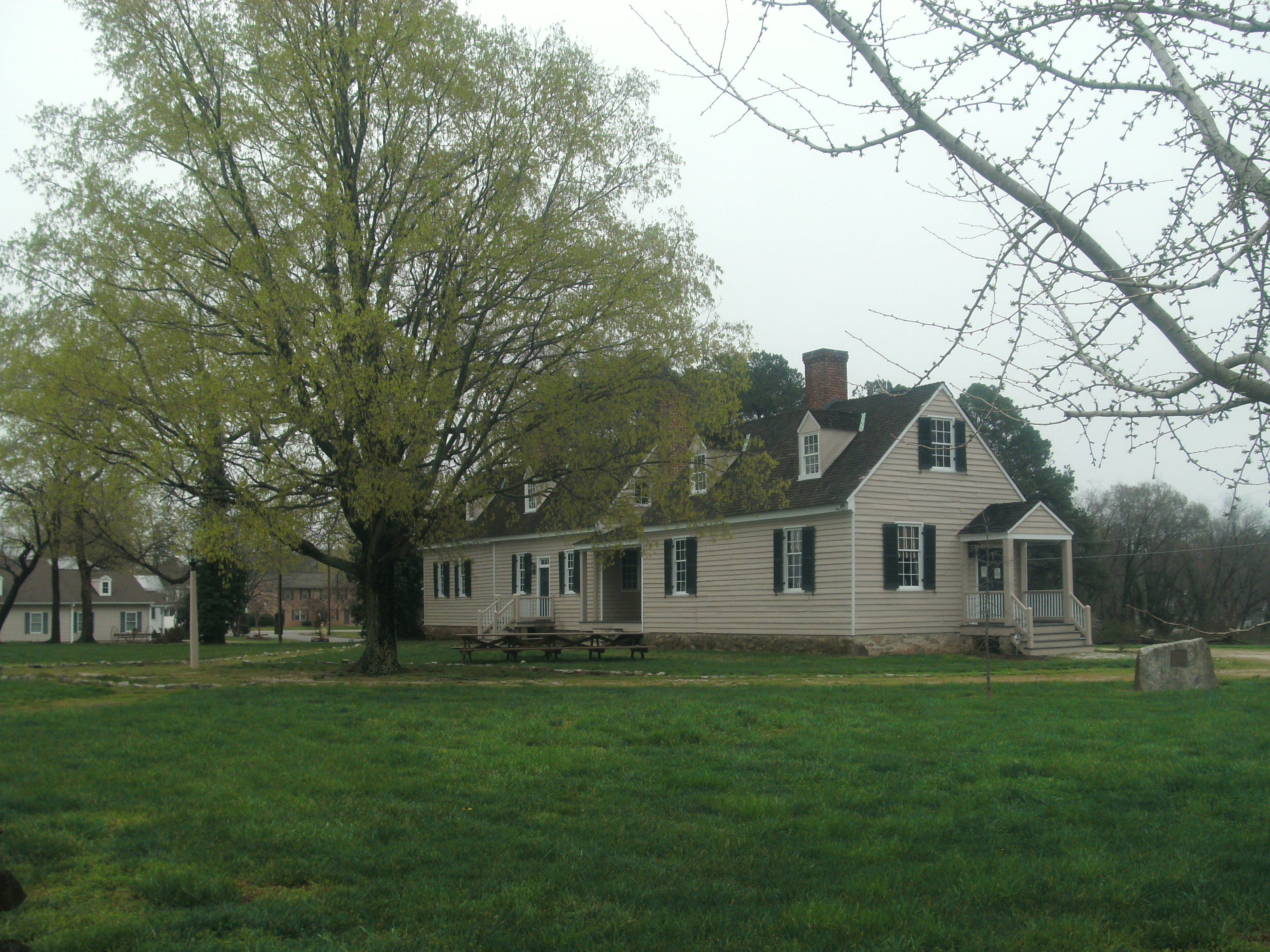
La Schwartz Tavern.

La localité est fondée en 1788 à l'intersection de routes. Elle se développe lors de la création de la Schwartz Tavern par John Schwartz (1798) et l'ouverture d'une autre taverne par Francis White. Le bourg prend alors le nom de Black’s and White’s (« noir et blanc » en français ; « schwartz » signifie « noir » en allemand),.
Desservie par le Southside Railroad (en), Black’s and White’s prend son essor grâce à l'industrie du tabac. Elle porte le nom de Bellefonte de 1875 à 1882, à l'image de sa gare. En 1886, elle est renommée Blackstone sur proposition du docteur Jethro Meriwether Hurt, en l'honneur de William Blackstone et en référence à son précédent nom,. Elle devient une municipalité le 23 février 1888.
Le centre historique de Blackstone est inscrit au Registre national des lieux historiques. Il comprend de nombreux bâtiments de la fin du XIXe siècle et du début du XXe siècle ainsi que la Schwartz Tavern.